# 髙靇神社 (日光市大室)
髙靇神社（たかおじんじゃ）は、栃木県日光市にある神社。たかお神社、大室たかお神社、日光大室たかお神社、日光大室高靇神社など、様々な呼称・表記が用いられる。

## 概要
創建不詳だが、永承6年（1051年）6月に奥州下向の源義家が鬼怒川洪水のため当社付近に滞在し減水を待ったとの伝承があり、それ以前の創建とされる。
往古より正一位靇大権現と称し、大室村の鎮守として崇敬されてきたが、明治6年（1873年）6月3日、近隣14ケ村（水無・薄井沢・森友・荊沢・山口・大沢・木和田島・大室・根室・沢又・矢野口・針貝・下小池・上小池）を代表する社として郷社に列せられた。更に明治10年（1877年）7月には37ケ村の郷社となった。
明治43年（1910年）11月、本殿の改修・拝殿の新設を行い、同年、県より神饌幣帛料を供進されることとなった。

## 祭神
- 大山祇神
- 少名彦神
- 草野姫神

## 祭事
- 元旦 - 歳旦祭
- 2月3日 - 節分祭
- 2月11日 - 紀元祭
- 2月19日 - 祈年祭
- 4月上旬 - 新入学奉告祭
- 6月30日 - 大祓式
- 8月第1土曜 - 奥宮大祭/雅楽演奏会
- 11月15日 - 例祭
- 11月23日 - 新嘗祭
- 12月31日 - 大祓式

---
- 毎月1日・15日 - 月次祭